# Jaén Subterránea
Jaén Subterránea, también conocido como Festival Internacional de Teatro Alternativo de Jaén, fue un festival de creación escénica contemporánea celebrado anualmente entre el 2005 y el 2010 en la ciudad española de Jaén, en Andalucía. En sus cinco ediciones participaron colectivos y creadores de países como Estonia, Hungría, Angola, Polonia, México, Argentina, Cuba, Italia, Francia, Venezuela o España. Las representaciones tuvieron lugar en el Teatro Xtremo.